# Liste des édifices religieux de Malte
Cet article dresse une liste des différents édifices religieux à Malte.
Pour la religion catholique, il existe :
- 3 cathédrales,
- 12 basiliques (en 2020),
- 11 sanctuaires,
- 75 églises paroissiales,
- 232 églises,
- 218 chapelles.

Pour la religion anglicane, il existe :
- 1 pro-cathédrale,
- 1 église.

Pour la religion musulmane, il existe :
- 1 mosquée.

Pour la religion juive, il existe :
- 1 synagogue.

## Religion catholique

### Cathédrales
- Cathédrale métropolitaine Saint-Pierre-et-Saint-Paul de Mdina, la principale église de l'archidiocèse de Malte de la fin du XVIIe siècle et le début XVIIIe siècle
- Co-cathédrale Saint-Jean de La Valette, la deuxième église de l'archidiocèse de Malte du XVIe siècle
- Cathédrale Notre-Dame-de-l’Assomption de Gozo à Rabat, construite entre la fin du XVIIe siècle et le début du XVIIIe siècle

### Basiliques
- Basilique Sainte-Hélène de Birkirkara, construite au début du XVIIIe siècle
- Sanctuaire national Ta’ Pinu de Għarb
- Basilique de la Nativité-de-la-Vierge-Marie d’Isla
- Basilique Notre-Dame-des-Ports-Salvateurs-et-Saint-Dominique de La Valette
- Basilique Notre-Dame-du-Mont-Carmel de La Valette
- Basilique Saint-Pierre-et-Saint-Paul de Nadur
- Basilique Saint-Georges de Rabat (sur Gozo), construite à la fin du XVIIe siècle
- Basilique de la Nativité-de-Notre-Dame de Xagħra
- Basilique de la Visitation de Għarb
- Basilique Notre-Dame-de-l’Assomption de Mosta
- Basilique Saint-Paul de Rabat (sur Malte)
- Basilique du Christ-Roi de Paola

### Sanctuaires
- Sanctuaire Notre-Dame de Mellieħa, construit à la fin du XVIe siècle haut-lieu du pèlerinage marial à Malte
- Sanctuaire national Ta’ Pinu de Għarb, autre haut-lieu de pèlerinage à Malte, construit au début du XXe siècle
- Sanctuaire Notre-Dame-de-la-Désolation de Birkirkara construit au XVIIe siècle
- Sanctuaire Sainte-Thérèse-de-l’Enfant-Jésus (ou Sainte-Thérèse-de-Lisieux) de Birkirkara
- Sanctuaire Notre-Dame-de-l’Assomption de Mosta construite au début du XIXe siècle.
- Sanctuaire Notre-Dame tal-Hlas de Qormi
- Sanctuaire Notre-Dame-de-l’Annonciation-et-Saint-Léonard de San Ġwann
- Sanctuaire du Naufrage-de-Saint Paul de San Pawl il-Baħar
- Sanctuaire de la Miséricorde-Divine de Naxxar
- Sanctuaire du Sacré-Cœur-de-Jésus de Żebbuġ[Lequel ?]
- Sanctuaire Saint-Joseph de Żebbuġ[Lequel ?]

### Églises

#### La ValetteIl-Belt (Città Umilissima)
Église paroissiale Sainte-Augustine construite au XVIe siècle
Église paroissiale du Naufrage de saint Paul construite au XVIe siècle
- Église Notre-Dame-de-la-Victoire  construite au XVIe siècle.
- Église Sainte-Catherine-d'Italie construite au XVIe siècle
- Église Sainte-Barbara
- Église Saint-François-d'Assise construite à la fin du XVIe siècle
- Église Saint-James
- Église du Christ-Rédempteur construite à la fin du XVIIe siècle
- Église Notre-Dame-de-Damas construite au XVIe siècle
- Église Sainte-Catherine
- Église Saint-Roque
- Église Sainte-Lucie
- Église Sainte-Marie-de-Jésus
- Église jésuite de la Circoncision du Seigneur
- Église Saint-Nicolas-des-Âmes
- Église de la Fuite-de-la-Sainte-Famille-en-Égypte
- Église Sainte-Marie-Madeleine
- Oratoire de Saint-François
  - Chapelle de l'Assomption-de-Sainte-Marie
  - Chapelle de la Vierge-Marie
  - Chapelle Sainte-Ursule
  - Chapelle Notre-Dame-de-Liesse
  - Chapelle Notre-Dame-de-Pilar
  - Chapelle Saint-Roque

#### Ħ'Attard
Église paroissiale  Sainte-Marie-de-l'Assomption construite au début du XVIIe siècle
- Église Sainte-Anne construite à la fin du XVIIe siècle
- Église Notre-Dame-de-la-Victoire
  - Chapelle Saint-Paul construite au début du XVIIIe siècle
  - Chapelle Sainte-Catherine construite au milieu du XXe siècle
  - Chapelle Notre-Dame-de-Pilar
  - Chapelle Notre-Dame-de-la-Providence
  - Chapelle Notre-Dame-du-Mont-Carmel
  - Chapelle Notre-Dame-de-Lorette

#### Baħar iċ-Ċagħaq
- Église Sainte-Marie-des-Anges
  - Chapelle Saint-Jean-l'Évangéliste
  - Chapelle Saint-Pierre-Pécheur
  - Chapelle de la maison de retraite Porziuncola

#### Baħrija
- Église Saint-Martin-de-Tours
  - Chapelle Saint-Martin-de-Tours

#### Balluta
Église paroissiale Notre-Dame-du-Mont-Carmel
- - Chapelle Léon-XIII

#### Balzan
Église paroissiale de l'Annonciation de Notre-Dame construite à la fin du XVIIe siècle
- Église Notre-Dame-de-l'Annonciation construite au XVe siècle
- Église Saint-Roch construite à la fin du XVIe siècle
- Église Sainte-Marie-de-l'Assomption construite au XIXe siècle
  - Chapelle des Sœurs du Bon Pasteur
  - Chapelle des Sœurs de Charité
  - Chapelle des Missionnaires franciscains de Marie
  - Chapelle de la Sainte-Croix

#### Bengħajsa
- Église Notre-Dame-de-l'Immaculée-Conception

#### Bidnija
- Église de la Sainte-Famille

#### Binġemma
- Église Notre-Dame-Hodegitria

#### Birgu(Città Vittoriosa)
Église paroissiale Saint-Laurent-Martyr construite à la fin du XVIIe siècle
- Église Notre-Dame-du-Mont-Carmel
- Église de la Sainte-Trinité
- Église Saint-Philippe-Neri
- Église Sainte-Anne
- Église Notre-Dame-de-l'Annonciation
- Église Notre-Dame-de-Damas
  - Chapelle de la Sainte-Croix
  - Chapelle du Sacré-Cœur-de-Jésus
  - Chapelle Sainte-Anne
  - Chapelle du Cimetière

#### Birkirkara
Basilique Sainte-Hélène
Église paroissiale Saint-Joseph-Artisan construite au XXe siècle
Église paroissiale Sainte-Marie construite au XVIIe siècle
- Église Saint-Paul
- Église Saint-François-d'Assise
- Église de la Vierge-Marie-Auxiliatrice
- Église du Sacré-Cœur-de-Jésus

#### Birżebbuġa
Église paroissiale Saint-Pierre-des-Chaînes construite à la fin du XXe siècle
- Église Notre-Dame-des-Douleurs construite au début du XXe siècle
- Église Saint-Georges construite à la fin du XVIe siècle
- Église de l'Immaculée-Conception construite au début du XIXe siècle
  - Chapelle du Bon Pasteur
  - Chapelle de la Sainte-Famille construite au XIXe siècle
  - Chapelle Notre-Dame-Auxiliatrice construite au XIXe siècle
  - Chapelle Saint-Joseph construite au XIXe siècle

#### Bormla(Città Copiusca)
Église paroissiale Notre-Dame-de-l'Immaculée-Conception construite à la fin du XVIe siècle
- Église Saint-Paul construite au milieu du XVIIe siècle
- Église du conservatoire Saint-Joseph
- Église du monastère Sainte-Marguerite
- Église Sainte-Thérèse-de-l'Enfant-Jésus construite au début du XVIIe siècle
  - Chapelle Saint-Thomas
  - Chapelle Saint-Jean-l'Aumônier construite à la fin du XVIIe siècle
  - Chapelle Notre-Dame-de-Fatima
  - Chapelle des Ursulines construite au milieu du XXe siècle
  - Chapelle des sœurs franciscaines construite à la fin du XIXe siècle
  - Chapelle des Missionnaires de la Charité
  - Chapelle du Saint-Crucifix

#### Buġibba
- Église Saint-Maximilien-Kolbé

#### Burmarrad
Église paroissiale du Cœur-Immaculée-de-Marie construite à la fin du XIXe siècle
- - Chapelle Saint-Paul-Milqui

#### Buskett
- Église Saint-Antoine-Abbé
  - Chapelle Saint-Nicholas et Sainte-Lucie

#### Dingli
Église paroissiale Notre-Dame-de-l'Assomption construite au milieu du XIXe siècle
- - Chapelle Saint-Dominique construite au XVIIe siècle.
  - Chapelle Sainte-Marie-Madeleine construite au milieu du XVIIe siècle.

#### Fgura
Église paroissiale Notre-Dame-du-Mont-Carmel construite à la fin du XXe siècle

#### Fleur-de-Lys
Église paroissiale de Notre-Dame-du-Mont-Carmel

#### Floriana
Église paroissiale Saint-Publius construite au milieu du XIXe siècle
- Église Sainte-Croix construite à la fin du XVIe siècle
- Église Sarria construite à la fin du XVIe siècle
  - Chapelle Notre-Dame-de-Lourdes construite au XIXe siècle

#### Fontana
Église paroissiale du Sacré-Cœur-de-Jésus

#### Għajnsielem
Église paroissiale Notre-Dame-de-Lorette

#### Għarb
Sanctuaire national de la Vierge de Ta 'Pinu

#### Għargħur
Église paroissiale Saint-Barthélémy-Apôtre construite au début du XVIIe siècle
- Église de l'Assomption construite au XVIe siècle
- Église Saint-Nicolas construite au XVe siècle
- Église Saint-Jean-Baptiste construite au XVIIe siècle
  - Chapelle Sainte-Marie construite au XVIe siècle
  - Chapelle Sainte-Marie-des-Anges construite au XXe siècle

#### Għasri
Église paroissiale du Corps-du-Christ

#### Għaxaq
Église paroissiale de l'Assomption-de-la-Vierge-Marie construite au XVIIe siècle
- Église du Christ-Rédempteur construite au milieu du XIXe siècle
- Église Saint-Philippe-Néri construite au milieu du XVIIIe siècle

#### Gudja
Église paroissiale de l'Assomption-de-la-Vierge-Marie construite à la fin du XVIIe siècle.
- Église de l'Annonciation construite au milieu du XVIIIe siècle.
- Église Notre-Dame-de-Lorette construite au milieu du XVIe siècle.
  - Chapelle Sainte-Marie construite au début du XVe siècle.

#### Gwardamanga
Église paroissiale Notre-Dame-de-Fatima construite au milieu du XVe siècle
- Église Notre-Dame-des-Douleurs construite à la fin du XVIIe siècle.
- Église de la Bienheureuse-Vierge-de-Lorette construite au milieu du XXe siècle.

#### Gżira
Église paroissiale Notre-Dame-du-Mont-Carmel
- Église du Rédempteur.
  - Chapelle du collège Stella Maris construite au début du XXe siècle.

#### Hamrun
Église paroissiale de l'Immaculée-Conception construite au milieu du XXe siècle
- Église Saint-François-d'Assise construite au milieu du XXe siècle.
- Église Saint-Gaétan-de-Thiene construite à la fin du XIXe siècle.
- Église Notre-Dame-des-Douleurs construite au milieu du XXe siècle.
- Église de la Vierge-Noire construite au XVIIe siècle.
- Église Ta' Nuzzu construite au milieu du XVIIIe siècle.
  - Chapelle Notre-Dame-de-la-Médaille-Miraculeuse construite au milieu du XXe siècle.

#### Ibraġ
Église paroissiale de l'Immaculée-Conception-Mère-de-l'Église

#### Iklin
Église paroissiale de la Sainte-Famille

#### Isla(Città Senglea-Città Invicta)
Église paroissiale Notre-Dame-des-Victoires construite, une première fois, au milieu du XVIIIe siècle puis de nouveau au milieu du XXe siècle.

#### Kalkara
Église paroissiale Saint-Joseph construite à la fin du XIXe siècle
- Église Sainte-Barbe construite au XVIIIe siècle
  - Chapelle Saint-Sauveur construite au milieu du XVIIe siècle

#### Kerċem
Église paroissiale Notre-Dame-du-Bon-Secours et Saint-Grégoire-le-Grand

#### Kirkop
Église paroissiale Saint-Léonard-de-Noblac construite au début du XVIe siècle
- - Chapelle de l'Annonciation construite au milieu du XVe siècle

#### Lija
Église paroissiale de la Transfiguration construite à la fin du XVIIe siècle
- Ancienne église de la Transfiguration
- Église de la Bienheureuse-Vierge-Marie construite à la fin du XVIIe siècle
- Église Saint-André construite au début du XVIIe siècle
- Église de la Nativité-de-la-Bienheureuse-Marie construite au début du XVIIe siècle
- Église Saint-Pierre construite au début du XVIe siècle
- Église de l'Immaculée-Conception construite au milieu du XVIIe siècle

#### Luqa
Église paroissiale Saint-André construite au milieu du XXe siècle
- Église Notre-Dame-du-Mont-Carmel construite au milieu du XXe siècle
  - Chapelle Saint-Jean construite au début du XVIIe siècle.
  - Chapelle Sainte-Marie construite au début du XVIIe siècle
  - Chapelle de la Victoire construite à la fin du XXe siècle

#### Magħtab
- - Chapelle Sainte-Marie construite XVIIIe siècle.

#### Manikata
Église paroissiale Saint-Joseph

#### Marsa
Église paroissiale de la Sainte-Trinité construite au début du XXe siècle
Église paroissiale du Règne-de-Marie
- Église de l'Assomption
- Église Notre-Dame-des-Douleurs
  - Chapelle du Sacré-Cœur-de-Jésus construite au début du XXe siècle.

#### Marsaskala
Église paroissiale Sainte-Anne construite au milieu du XXe siècle
- Ancienne église Sainte-Anne
- Église Notre-Dame-de-Consolation construite au XVIIIe siècle
- Église du Saint-Rosaire construite au milieu du XIXe siècle

#### Marsaxlokk
Église paroissiale Notre-Dame-de-Pompei

#### Mdina(Città Notabile)
- Prieuré et église carmélites construite au XVIIe siècle

#### Mellieħa
Église paroissiale de la Nativité-de-la-Vierge-Marie

#### Mġarr
Église paroissiale Sainte-Marie-de-l'Assomption

#### Mqabba
Église paroissiale Sainte-Marie-de-l'Assomption

#### Msida
Église paroissiale Saint-Joseph

#### Mtarfa
Église paroissiale Sainte-Lucie

#### Munxar
Église paroissiale du Naufrage-de-Saint-Paul

#### Naxxar
Église paroissiale de la Nativité-de-la-Vierge-Marie

#### Paola
Basilique du Christ-Roi
Église paroissiale Notre-Dame-de-Lourdes

#### Pembroke
Église paroissiale de la Résurrection-de-Jessus

#### Qala
Église paroissiale Notre-Dame-de-l'Immaculée-Conception et Saint-Joseph

#### Qawra
Église paroissiale Saint-François-d'Assise

#### Qormi(Città Pinto)
Église paroissiale Saint-Georges
Église paroissiale Saint-Sébastien

#### Qrendi
Église paroissiale Sainte-Marie

#### Rabat(Città Victoria)
Basilique Saint-Georges
Santa Marija Tal-Virtù

#### Safi
Église paroissiale de la Conversion-de-Saint-Paul

#### San Ġiljan
Église paroissiale de Saint-Julien
- Église Notre-Dame-du-Mont-Carmel
  - Chapelle Saint-Ignace construite au XIXe siècle

#### San Ġwann
Église paroissiale Notre-Dame-de-Lourdes

#### San Lawrenz
Église paroissiale Saint-Laurent

#### San Pawl il-Baħar
Église paroissiale Notre-Dame-des-Douleurs

#### Santa Luċija
Église paroissiale Saint-Pie-X

#### Santa Venera
Église paroissiale Santa-Venera

#### Sannat
Église paroissiale Sainte-Marguerite-Vierge-et-Martyr

#### Siġġiewi(Città Ferdinand)
Église paroissiale Saint-Nicolas-de-Bari

#### Sliema
Église paroissiale Notre-Dame-du-Sacré-Cœur-de-Jésus
 Église paroissiale Notre-Dame-Étoile-de-Mer
Église paroissiale Saint-Grégoire-le-Grand

#### Swatar
Église paroissiale Saint-Georges-Préca

#### Ta' Xbiex
Église paroissiale Saint-Jean-de-la-Croix

#### Tarxien
Église paroissiale Notre-Dame-de-l'Annonciation

#### Xewkija
Église paroissiale Saint-Jean-Baptiste construite au milieu du XXe siècle

#### Żabbar(Città Hompech)
Église paroissiale Notre-Dame-de-Grâce

#### Żebbuġ(Città Rohan)
Église paroissiale Saint-Philippe-d'Aggira
- - La Chapelle Saint-Roque construite à la fin du XVIe siècle

#### Żebbuġ
Église paroissiale Sainte-Marie-de-l'Assomption

#### Żejtun(Città Beland)
Église Sainte-Catherine construite au XVIIe siècle.

Église paroissiale Sainte-Catherine-d'Alexandrie

#### Żurrieq
Église paroissiale Sainte-Catherine-Vierge-et-Martyr
- - Chapelle de l'Annonciation construite à la fin du XVe siècle.

## Religion anglicane
Pro-cathédrale anglicane de Saint-Paul de La Valette construite au XIXe siècle
- Église anglicane de la Sainte-Trinité de Sliema

## Religion musulmane
Mosquée de Paola (en)

## Religion juive
Synagogue de Ta' Xbiex